# Астаф'єва Варвара Леонідівна
Варва́ра Леоні́дівна Аста́ф'єва (нар. 7 січня 1864 (26 грудня 1863), Чернігівська губернія — пом. 1 лютого 1952) — українська художниця (живописець і графік), акварелістка, членкиня Спілки художників міста Києва та Спілки радянських художників України. Сестра оперної співачки Віри Астаф'євої, племінниця скульптора Володимира Беклемішева. Учениця Миколи Мурашка та Івана Шишкіна.

## Життєпис
Народилася 26 грудня 1863 року (7 січня 1864 за старим стилем) у Конотопському повіті Чернігівської губернії Російської імперії (тепер — Сумська область України) у родині поміщика Леоніда Олександровича Астаф'єва та Олени Костянтинівни. Батько мав маєток біля села Бахмач Бахмацької волості Конотопського повіту Чернігівської губернії, займався землеробством (серед іншого — вирощував сортовий овес і за контрактом продавав для царської кавалерії).
Жила в мистецькому оточенні. Молодша сестра — оперна співачка Віра Астаф'єва. Ще одна сестра, Олександра, дружина брата скульптора Володимира Беклемішева. Також мала єдинокровного брата Миколу (по-домашньому його називали Кока; він був силачем — через будинок перекидав пудову гирю).
В Києві закінчила гімназію. Малюванню навчалася у Києві, у Миколи Мурашка. Із 1884 по 1900 рік — вільна слухачка Петербурзької академії мистецтв. Спочатку навчалася у пейзажному класі професора Клода. Про цей період навчання і вступ до академії пізніше писала:
|  | До вступу до Академії я займалася у Києві у М.І. Мурашка. Тоді ще не було у Києві ні малювальних шкіл, ні інституту, картини ми бачили лише на пересувній виставці, коли вона приїжджала до Києва. Отримавши підготовку, я вступила до Академії. Тоді на іспиті потрібно було намалювати з гіпсової античної голови. По пейзажу був професор Клод. Він був гарним художником, але після сімейної драми страшенно опустився, перестав писати і на нас, пейзажистів, не звертав жодної уваги, не давав жодних порад, ми були як вівці без пастиря. Робили копії і на кожну четверть робили ескізи, але поради нам ніхто не давав. |

Згодом, за порадою іншого студента-пейзажиста Академії, Фоміна, який навчався у Івана Шишкіна, пішла до Шишкіна проситися в учениці. Роботи Астаф'євої Шишкіну сподобалися і він взяв її в учениці (збереглись її спогади про Шишкіна).
Із 1898 року, після смерті Шишкіна (свідком якої стала), навчалася у пейзажному класі Кисельова. 
Малювала пейзажі та натюрморти. Брала участь в 11-й і 12-й акварельних виставках «Товариства російських акварелістів» 1891 і 1892 років. Виставляла свої зображення букетів і квітів: флоксів, настурцій, маків та інших.
У 1900 році здобула звання художника за картини «Квітучий куточок» і «Дощові дні».
У 1910-х жила у Києві, у одному будинку із сестрами. Брат Микола виступав у цирку силачем і борцем.
У 1918 році, разом із сестрами, прибула до Бахмача, поселилися в Гойденьковому саду. Бідувала і голодувала. Колишня наймичка родини Астаф'євих, Євдокія Руденко, носила сестрам їжу, щоб врятувати від голодної смерті. Невдовзі після бою під Крутами до Астаф'євих зайшли муравйовці. Вони запідозрили, що син однієї із сестер Астаф'євих — Олександри (у шлюбі Белемішевої) — брав участь у бою під Крутами, хотіли його забрати, а коли мати не відпускала юнака — застрелили його.
Щонайменше із 1919 року — членкиня Спілки художників міста Києва.
Із 19 січня 1945 року — членкиня Спілки радянських художників України.
У 1945 та 1946 році виставляла свої роботи у Києві. Її ім'я зазначалося в ілюстрованому каталозі поряд з такою відомою художницею, як Тетяна Яблонська.
Померла 1 лютого 1952 року. Похована на Байковому кладовищі.
В Державному архіві України є документи, пов'язані з життям і діяльністю Варвари Астаф'євої.

## Роботи
- «Дощові дні»
- «Квітучий куточок» («Цвѣтущій уголокъ»)
- «Місток» (тонований папір, олівець)[10]
- «Після грози. Маки»
- «Флокси»[11]